# جافيال
الغريال (الاسم العلمي: Gavialis) (بالإنجليزية: Gharial)‏ هو تمساح هندي ضخم يتبع الفصيلة الجافياليات من رتبة التمساحيات.

## الأنواع
من الأنواع:
- غريال.